# Raffaele Piria
Raffaele Piria (Scilla, 20 agosto 1814 – Torino, 18 luglio 1865) è stato un chimico italiano.

## Biografia
Raffaele Michele Rocco Piria nacque a Scilla, in provincia di Reggio Calabria, figlio di Luigi Piria, proprietario terriero e commerciante d'olio, e Angela Tortiglioni.
Orfano del padre all'età di soli sei anni, si trasferì a Palmi, dove fu preso in custodia da uno zio paterno. Affrontò gli studi liceali presso il prestigioso Real Collegio (l'attuale Tommaso Campanella) di Reggio Calabria, ottenendo la maturità all'età di soli 15 anni. Laureatosi in medicina e chirurgia nel 1834 presso la Regia Università degli Studi di Napoli, poco interessato alla pratica medica, si trasferì in Francia per approfondire gli studi in campo chimico. Giunto a Parigi, ebbe l'opportunità di venire in contatto con le più importanti personalità del campo chimico del suo tempo, tra i quali, primo fra tutti, Jean Baptiste Dumas, che lo accolse nel suo laboratorio e, riconosciute le sue spiccate doti intuitive, ne fece un fidato collaboratore. Nel laboratorio di Dumas Piria realizzò importanti ricerche sulla salicina; fu proprio lui ad assegnare l'attuale nome all'acido acetilsalicilico. Questi importanti studi sulla salicina furono pubblicati su famose riviste francesi: i Comptes Rendus de l'Académie des Sciences e gli Annales de Chimie et de Physique.

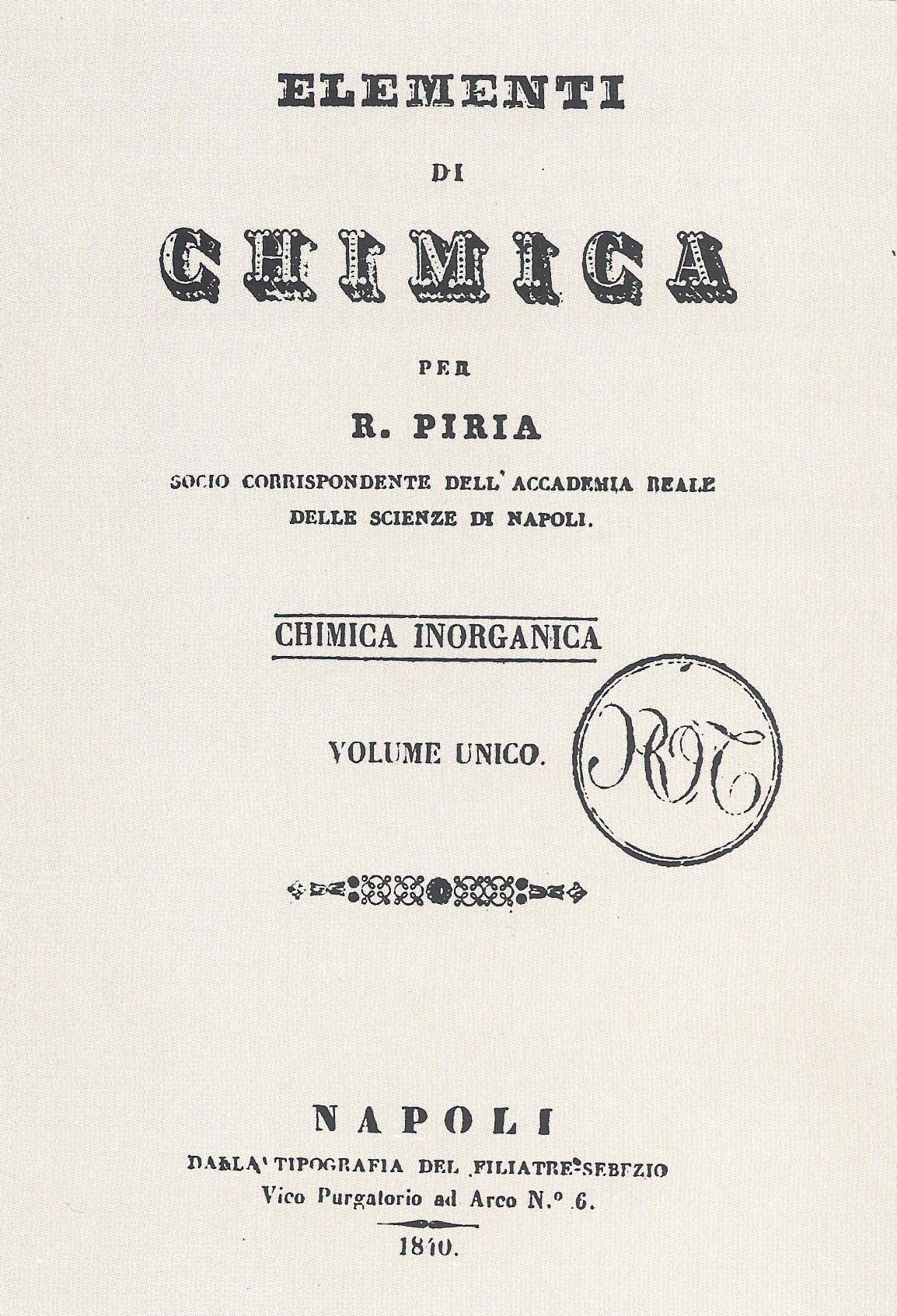
Frontespizio di "Elementi di Chimica", 1840

Nel 1839, guidato dalla nostalgia nei confronti del paese natio, fece ritorno a Napoli, con l'obiettivo di fondare una scuola privata di chimica insieme a Macedonio Melloni. A 26 anni, nel 1840, sposò Luisa Cosenz, proveniente da una famiglia di militari e combattenti per l'unità d'Italia e sorella del generale garibaldino Enrico Cosenz. Le condizioni politico-sociali del suo tempo non resero possibile la realizzazione dei suoi progetti. Si trasferì pertanto nel Granducato di Toscana, a Pisa, dove gli fu offerta la cattedra di chimica presso l'università. Piria desiderava fondare un importante laboratorio di chimica, ma la carenza di finanziamenti (alcune volte dovette pagare lui stesso le spese dei suoi studi) ne impedì l'attuazione. A Pisa ebbe come allievi Stanislao Cannizzaro e Cesare Bertagnini. Altri suoi allievi furono Orazio Silvestri e Paolo Tassinari. Vista la grande fama e importanza che caratterizza gli allievi del Piria, la scuola pisana è considerata quella che, in Italia, ha fondato la chimica moderna.
Piria fu anche coinvolto nelle vicende sociali e politiche del suo tempo. Nel 1848 prese parte, con il Battaglione Universitario Pisano, alla Prima guerra d'indipendenza, ma, prima che iniziasse l'azione, si congedò e fece ritorno a Pisa, riprendendo l'insegnamento della chimica. Il Battaglione universitario pisano ottenne un'importante vittoria nella battaglia di Goito insieme all'esercito piemontese. Lo zio, non approvando le sue scelte politiche, lo diseredò.
Il 5 maggio 1849, a causa di dissapori con il governo toscano, che aveva deciso di ridurre i fondi economici per la sua università, si trasferì all'Università di Firenze. Nel 1851 e nel 1862 si recò a Londra in occasione di due Esposizioni universali e durante tali soggiorni si documentò sull'organizzazione delle industrie chimiche inglesi.
Nel 1856 fu chiamato dal ministro Lanza quale insegnante di Chimica Generale all'Università di Torino, città nella quale morì il 18 luglio 1865 a causa di una malattia.
Il suo paese, Scilla, lo ricordò con una lapide, posta il 2 giugno 1895 sulla facciata della sua casa natìa:
La città di Torino gli ha intitolato una via, traversa di corso Regina Margherita.
Insieme a Carlo Matteucci fondò la rivista Il Cimento (1844), che successivamente divenne Il Nuovo Cimento (1855). Nel 1852 divenne socio dell'Accademia nazionale delle scienze. Fondò a Napoli, insieme ad Arcangelo Sacchi, gli Annali di Scienze Naturali, dove pubblicò una ricerca sulle fumarole del Vesuvio. Un importante testo di Piria è il Trattato elementare di chimica organica (1841).

## Attività politica
Pur continuando i suoi studi e i suoi esperimenti, Piria non venne mai meno al proprio impegno politico. A Pisa prese parte alle prime azioni che fecero da preludio alla prima guerra d'indipendenza, lasciando però il campo di battaglia prima che iniziassero gli scontri. Avrebbe difatti dovuto prendere parte alle battaglie di Curtatone e Montanara per fronteggiare l'avanzata austriaca, battaglie in cui morirono molti suoi alunni e colleghi docenti. Recatosi a Napoli nel 1859, su sollecitazioni di Cavour, assunse l'incarico di Membro ordinario del Consiglio Superiore della Pubblica istruzione. Nel 1860 Garibaldi, proclamatosi provvisoriamente a Napoli dittatore del Regno delle Due Sicilie, lo nominò Ministro della Pubblica Istruzione. Piria, inoltre, elaborò una riforma per la scuola elementare che non fu mai realizzata. Il suo impegno politico culminò nella sua nomina a senatore nel 1862.

## Attività scientifica
Piria eseguì importanti ricerche sulla salicina e altri derivati naturali. Le prime scoperte su questa sostanza si devono però al farmacista francese Henri Leroux, che nel 1829 riuscì ad ottenerla in forma cristallina. Piria iniziò i suoi esperimenti nel 1838 a Parigi presso il laboratorio di Dumas, coinvolgendo anche i suoi allievi. Studiando le scoperte di Leroux e grazie ad un accurato quanto paziente metodo di ricerca sperimentale, riuscì a ottenere l'idruro di salicile, una sostanza dalle caratteristiche simili a un olio essenziale. Qualche anno dopo, nel suo laboratorio a Pisa, scoprì che la salicina si compone di una molecola di saligenina con una molecola di glucosio per eliminazione di una molecola d'acqua. Nel 1853, riprendendo i suoi studi, il chimico francese Gerhardt otterrà l'acido salicilico in forma impura e con scarsa stabilità chimica. Sarà lo stesso Piria, successivamente, ad analizzarne e descriverne le proprietà essenziali. Importanti sono anche le sue ricerche sulla populina. Piria comprese che, per effetto dell'ebollizione con acqua acidulata ed in presenza di piccole quantità di acido nitrico, la populina forma una sostanza giallastra, l'odore della quale è assolutamente simile a quello dell'idruro di salicile. Osservò pertanto che la populina è una sostanza costituita dall'unione di saligenina, acido benzoico e glucosio. Capì dunque che era possibile ottenere la salicina dalla populina, riuscendo prima ad eliminare l'acido benzoico tramite l'utilizzo di alcali caustici. La fama dello scienziato è legata anche a un'importante reazione che porta il suo nome (reazione di Piria), che consiste nella reazione tra ammine alifatiche primarie e acido nitroso (HNO2) e ha come prodotti l'alcol corrispondente, acqua e azoto. Tale reazione è usata ampiamente per analizzare la quantità del gruppo amminico primario degli amminoacidi nei liquidi biologici. Piria scoprì che uno dei principali costituenti dello zucchero è il glucosio e studiò attentamente l'acido salicilico e i suoi derivati. Inoltre individuò nella tirosina uno dei prodotti del metabolismo delle proteine. Identificò una reazione con la quale trasformare gli amminoacidi in ossiacidi, grazie agli studi sull'asparagina e l'acido aspartico, trasformando quest'ultimo in acido malico. Determinò una metodica per trasformare gli acidi in aldeidi riducendo i sali di calcio degli acidi con formiato di calcio e grazie a tali sistemi ottenne l'anisica, l'aldeide benzoica e la cinnamica.

## Il Nuovo Cimento
Il Nuovo Cimento fu una delle prime riviste scientifiche in Italia. Fondata con la collaborazione di Carlo Matteucci nel 1855, la rivista venne progressivamente apprezzata e seguita sempre di più, grazie anche e soprattutto all'impegno che Piria profuse nella stesura degli articoli di carattere scientifico, oltre che all'autorevolezza di Matteucci, che richiamò sempre più adesioni. Tutti gli allievi di Piria dettero il loro apporto al periodico, che divenne uno dei punti di riferimento della divulgazione chimico-scientifica in Italia.

## Piria professore
Grande fu il prestigio del quale si ricoprì Piria nel ruolo di docente universitario. Professore ordinario all'Università di Pisa prima, a Firenze poi, ottenne la sua consacrazione presso l'Università di Torino, scelto nel 1855 per le sue riconosciute doti di insegnante dal Ministro della Pubblica istruzione del Regno di Sardegna Giovanni Lanza e dal re Vittorio Emanuele II. Non fu dunque casuale il fatto che molti suoi alunni finissero per affermarsi, a loro volta, come docenti universitari.

## Pubblicazioni
- Il nuovo Cimento.Giornale di fisica, di chimica e delle loro applicazioni alla medicina, alla farmacia ed alle arti industriali: compilato dai professori Piria e Matteucci coll'assistenza dei dott. Felici e Bertagnini - Annali di chimica applicata alla medicina cioè alla farmacia, alla tossicologia, all'igiene, alla fisiologia, alla patologia e alla terapeutica (1855 apr, Serie 3, Volume 20, Fascicolo 4), su emeroteca.braidense.it.
- Nuovo processo di preparazione dell'acido solforico anidro: di Raffaele Piria - Annali di chimica applicata alla medicina cioè alla farmacia, alla tossicologia, all'igiene, alla fisiologia, alla patologia e alla terapeutica (1856 feb, Serie 3, Volume 22, Fascicolo 2), su emeroteca.braidense.it.
- Salicina, nuove ricerche del signor Piria - Biblioteca di farmacia - chimica - fisica - medicina - chirurgia - terapeutica - storia naturale, ecc. (1843 ott, Serie 2, Volume 20, Fascicolo 10), su emeroteca.braidense.it.
- Separazione del bromo dal cloro; del sig. Piria -Biblioteca di farmacia - chimica - fisica - medicina - chirurgia - terapeutica - storia naturale, ecc. (1839 feb, Serie 2, Volume 11, Fascicolo 2), su emeroteca.braidense.it.
- Sulla generazione spontanea: opinione del prof. Raf. Piria - Annali di chimica applicata alla medicina cioè alla farmacia, alla tossicologia, all'igiene, alla fisiologia, alla patologia e alla terapeutica (1864 lug, Serie 3, Volume 39, Fascicolo 1), su emeroteca.braidense.it.

## Riconoscimenti
Sono stati intitolati a Raffaele Piria:
- l'Istituto tecnico commerciale "Raffaele Piria" di Reggio Calabria[2]
- il Liceo Scientifico di Rosarno (divenuto "Istituto di Istruzione Superiore R. Piria")[3]
- La scuola primaria di Scilla (nel frattempo divenuta parte dell'omonimo Istituto Comprensivo)[4]